# Máximo Lira
Máximo Ramón Lira Donoso (Santiago, 18 de noviembre de 1846-Tacna, 17 de octubre de 1916) fue un periodista, diplomático y político chileno. Se desempeñó como parlamentario, intendente y como embajador de Chile —en calidad de ministro plenipotenciario— en Brasil, Perú, Uruguay y Paraguay durante el gobierno del presidente Jorge Montt.

## Biografía

### Familia y estudios
Nació en Santiago, el 18 de noviembre de 1846; hijo de Leonardo Lira Donoso y Tomasa Donoso. Se casó con Adela Manso y tuvieron dos hijos.
Realizó sus estudios primarios y secundarios en el Colegio San Ignacio de Santiago y se recibió de bachiller.
Se dedicó a la prensa, bajo el alero del Partido Conservador. Comenzó por traducir una novela para El Independiente y llegó a ser redactor principal.

## Trayectoria política

### Inicios
En las elecciones parlamentarias de 1873 fue elegido como diputado suplente por La Unión, periodo 1873-1876.
En 1874 fue de secretario, a la legación de Chile en Buenos Aires. Sirvió además la corresponsalía de El Independiente.
En las elecciones parlamentarias de 1876, obtuvo la reelección como diputado suplente, pero por Rancagua, por el periodo legislativo 1876-1879; tuvo ocasión de reemplazar al diputado propietario.

### Guerra del Pacífico
Durante la Guerra del Pacífico, en las elecciones parlamentarias de 1879, fue elegido como diputado propietario por Los Andes, periodo 1879-1882.
En 1879 también fue nombrado como secretario del intendente general del Ejército, Francisco Echaurren Huidobro; después sirvió el mismo cargo con el ministro de Guerra en Campaña, Rafael Sotomayor; más tarde, en junio de 1880, pasó a servir la secretaría del general Manuel Baquedano. Le redactó sus notas oficiales y sus boletines de victoria.
Asistió al bombardeo de Antofagasta, a las batallas de Los Ángeles, Tacna, Arica, Chorrillos y a la de Miraflores; hizo la expedición a Mollendo y regresó a Chile con el ejército vencedor de Baquedano.
Se le consigna como jefe del servicio secreto chileno entre 1880 y 1881.

### Guerra Civil de 1891
A su regreso, fue cooperador en el Departamento del Interior, cuando fue jefe accidental de la República, Manuel Baquedano, desde 29 al 31 de agosto de 1891.
Defendió a José Manuel Balmaceda, que ocupó antes que él, el puesto en la subsecretaría del ministerio del Interior, en la prensa, de tal forma, que se asimiló a la «doctrina de Balmaceda» y pasó a ser, de conservador un liberal, imbuído por la doctrina que asimiló.
En 1885 fue nuevamente electo diputado propietario, pero por Angol, periodo 1885-1888; integró la Comisión Permanente de Educación y Beneficencia.
En las elecciones parlamentarias de 1888, obtuvo la reelección como diputado propietario, pero por Parral, por el periodo 1888-1891; siendo diputado, fue secretario provisorio de la Cámara, 15 de mayo al 2 de junio y en adelante, diputado secretario estable, a abril de 1891.
En el periodo parlamentario 1891-1894, fue secretario de la Cámara, sin ser diputado.
Su diario preferido ya no era El Independiente, sino Los Debates, 1885; La Época y La Tribuna. En ellos defendió su ideología; tuvo problemas y hubo polémica por su cambio de pensamiento, conservador a liberal.
En el año 1891 firmó la deposición de Balmaceda y se asoció al movimiento revolucionario. El 22 de septiembre de 1891, la Junta de Gobierno vencedora lo comisionó para que se hiciera cargo del edificio y del archivo del Congreso Nacional.
Como demostración de esa confianza, se le entregó el secreto de la diplomacia. Fue sucesivamente, ministro plenipotenciario en Brasil, Perú, Uruguay y Paraguay.

### Últimos años y muerte
El 13 de diciembre de 1908 fue nombrado intendente de la provincia de Tacna, donde pasó los últimos años de su existencia.
Falleció en Tacna, el 17 de octubre de 1916.